# František Andraščík
František Andraščík (21. listopadu 1931, Fričovce – 5. dubna 2001, Prešov) byl slovenský básník, prozaik, esejista a literární kritik.

## Životopis
František Andraščík pocházel z rolnické rodiny. Po maturitě na gymnáziu v Prešově (1951) pokračoval ve studiu slovenštiny a literární vědy na Filozofické fakultě Univerzity Komenského v Bratislavě. V letech 1956–1959 pracoval jako redaktor v nakladatelství Slovenský spisovatel, později jako odborný asistent na Filozofické fakultě UPJŠ v Prešově. Od roku 1967 byl v invalidním důchodu. Zemřel 5. dubna 2001 v Prešově, pohřben je v rodné obci Fričovce.

## Tvorba
Debutoval v roce 1963 se sbírkou básní Brieždenie (Svítání). V sedmdesátých letech, v období „normalizace“, byl kvůli kritickým názorům na vývoj společnosti a kultury politicky perzekvován a nemohl publikovat. Sbírku básní Úpenlivé ruky vydal proto až v roce 1985. Ve své tvorbě se zamýšlí nad smyslem života, jeho mravní hodnotou, nadějí a beznadějí, ale také popisuje moderního člověka nacházejícího se v životě plném tragických paradoxů. Kromě básnické tvorby se věnoval i psaní prózy, esejí a kritických článků. Své eseje uveřejňoval v časopisech Romboid, Slovenské pohľady, Mladá tvorba či Krok.

## Dílo

### Básnické sbírky
- 1963 – Brieždenie
- 1965 – Prísne ráno
- 1967 – Rekviem za živým
- 1967 – Zaklínanie
- 1985 – Úpenlivé ruky
- 1990 – Svetadiel Tabu

### Próza
- 1970 – Zvedavosť

### Eseje
- 2006 – František Andraščík: Eseje